# P16.D4
P16.D4 war eine Noise-Band aus Mainz, die in den 1980ern bis in die 1990er international einflussreich war.

## P.D., Permutative Distorsion
P.D. begann Ende 1979 als Soloprojekt von Joachim Stender, der damals als Student in Mainz durch Veranstaltung von Festivals, die Gruppe „Messehalle“ und diverse publizistische Aktionen an der Johannes Gutenberg-Universität Mainz versuchte, die (noch gemeinsam unter dem Namen Neue Deutsche Welle agierende) Punk/New Wave/No Wave/Industrial-Bewegung nach Mainz zu bringen. Anfang 1980 kamen Ralf Wehowsky und Joachim Pense dazu, und die erste Platte, die E.P. „Alltag“ erschien. Kurz darauf folgte die LP „Inweglos“, bei der noch Ewald Weber, Achim Szepanski, Roger Schönauer und Gerd Poppe hinzukamen, sowie eine ganze Reihe von Auftritten und Kassettenveröffentlichungen mit Produktionen von Mitgliedern und Nahestehenden der Gruppe.
Die Formation spaltete sich bereits gegen Ende 1981. Die Kernbesetzung produzierte noch als Permutative Distorsion die E.P. „Brückenkopf im Niemandsland“ (mit Thomas Memmler aka „Kasperle Killerpilz“), die den typischen Stil der Gruppe noch einmal exemplarisch herausarbeitete: Verwendung billigster Elektronik, bewusster Anti-Professionalismus (Anyone can do it); litaneiartige Wiederholung programmatischer Floskeln vor einer monotonen Klang/Geräuschtextur.

## P16.D4
Die restlichen Mitglieder, ebenfalls mit Wehowsky, machten als P16.D4 weiter. Durch seinen Einfluss bekam die Arbeit an den Geräuschen selbst stärkere Bedeutung, mit einem expliziten Bezug auf die Musique concrète. Stefan Schmidt, der bald dazukam, stellte mit seiner klassischen Kompositionsausbildung eine Bereicherung dar.
Charakteristisch für die Gruppe war die Produktionsweise, die in den Produkten selbst thematisiert wurde: Die als „Recycling“ bezeichnete fortwährende Weiterverarbeitung und Reorganisation vorhandenen Klangmaterials aus früheren Produktionen, aber auch aus Arbeiten anderer Künstler (Mail Art). Dieses Konzept des Materialaustausches zeigt sich in den Projekten „DIstant STRUCTures“ (1985) mit der Beteiligung internationaler Künstler. Andere LPs: Masse Mensch (1984), Kühe in 1/2Trauer (1984), Nichts, Niemand, Nirgends, Nie (1986, gemeinsam mit S.B.O.T.H.I.), Captured Music (1989), acRID acME (1989). Ihren Arbeitsprozess beschrieben sie selbst mit „Cut Ups, Richtungsänderung, Geschwindigkeitsänderung, Bandknittern, Harmonisierung, Over-dubbing…“

## Selektion
Die Platten (auch Kassetten), später auch CDs von P16.D4 erschienen unter dem Label „Selektion“. Dieses entwickelte sich zu einem Sammelpunkt von Projekten auch anderer Personen. Insbesondere kamen mit Achim Wollscheid, Charly Steiger, Christoph Wallhorn, Horst Maus, Marcus Caspers und Gilla Loercher einige bildende Künstler hinzu, die als „Selektion Optik“ eigene Projekte durchführten, aber auch Bühnenauftritte von P16.D4 gestalteten. Achim Wollscheid produzierte (oft als S.B.O.T.H.I.) eine Reihe eigener Schallplatten und kooperierte mit anderen Künstlern wie z. B. Merzbow. Mit P16.D4 kooperierte er intensiv, trieb die Projekte künstlerisch voran, lieferte und verarbeitete Material.
Gegen Ende der 80er Jahre trat die Bedeutung der Gruppe P16.D4 etwas gegenüber den diversen Projekten der Selektionsmitglieder in verschiedenen Kombinationen (zu denen jetzt wieder Joachim Pense zählte) zurück, insbesondere nach dem Umzug von Selektion nach Frankfurt am Main.
Das erfolgreichste dieser Projekte war SLP: Die vierte Seite des P16.D4-Doppelalbums Nichts, Niemand, Nirgends, Nie, die ein Recycling-Produkt der ersten drei Seiten ist, wird auf vier Plattenspielern abgespielt; die Plattenspieler werden von je einer Person bedient, die nach einer Partitur die Nadel in bestimmte Zonen der Platte platziert. Ein Computerprogramm mischt die vier Kanäle mit harten Schnitten zu neuen Abläufen zusammen. SLP wurde in den späten 1980ern und frühen 1990ern mehrmals, unter anderem auf den Darmstädter Ferienkursen für Neue Musik und der Ars Electronica Linz aufgeführt.
Während die Aktivitäten von Selektion Optik noch einige Jahre weiterliefen, sind heute nur noch Achim Wollscheid und vor allem Ralf Wehowsky im Bereich der Noise-Musik produktiv.

## Diskographie

### Alben
- Wer Nicht Arbeiten Will Soll Auch Nicht Essen! - 1981
- V.R.N.L. – 1981
- Kühe In 1/2 Trauer (Selektion) – 1982–1983
- Distruct (Selektion) – 1982–1984
- Nichts Niemand Nirgends Nie! (Selektion) – 1985
- Tionchor (Selektion) – 1982–1986
- Acrid Acme (Of) P16.D4 (Selektion) – 1986–1988
- Bruitiste (RRRecords) – 1988
- Fifty (RRRecords) – 1990

### Sampler
- Three Projects (Bruitiste – Captured Music – Fifty) (RRRecords) – 1993
- Masse Mensch LP (Selektion) 1982 / CD Odd Size 1992